# Geruliai
Geruliai est un village lituanien situé dans la Municipalité du district de Telšiai, à 10 km de Telšiai.
Lors du recensement de 2001, la population locale est de 95 habitants.

## Histoire
Au cours de la Seconde Guerre mondiale, pendant l'été 1941, 1500 à 2000 juifs des shtetls des environs y sont assassinés,. Il s'agit d'exécutions de masse perpétrées par un einsatzgruppen de policiers lituaniens.
En 1969 une stèle est érigée sur le lieu du crime.